# Vicenç Bou i Geli

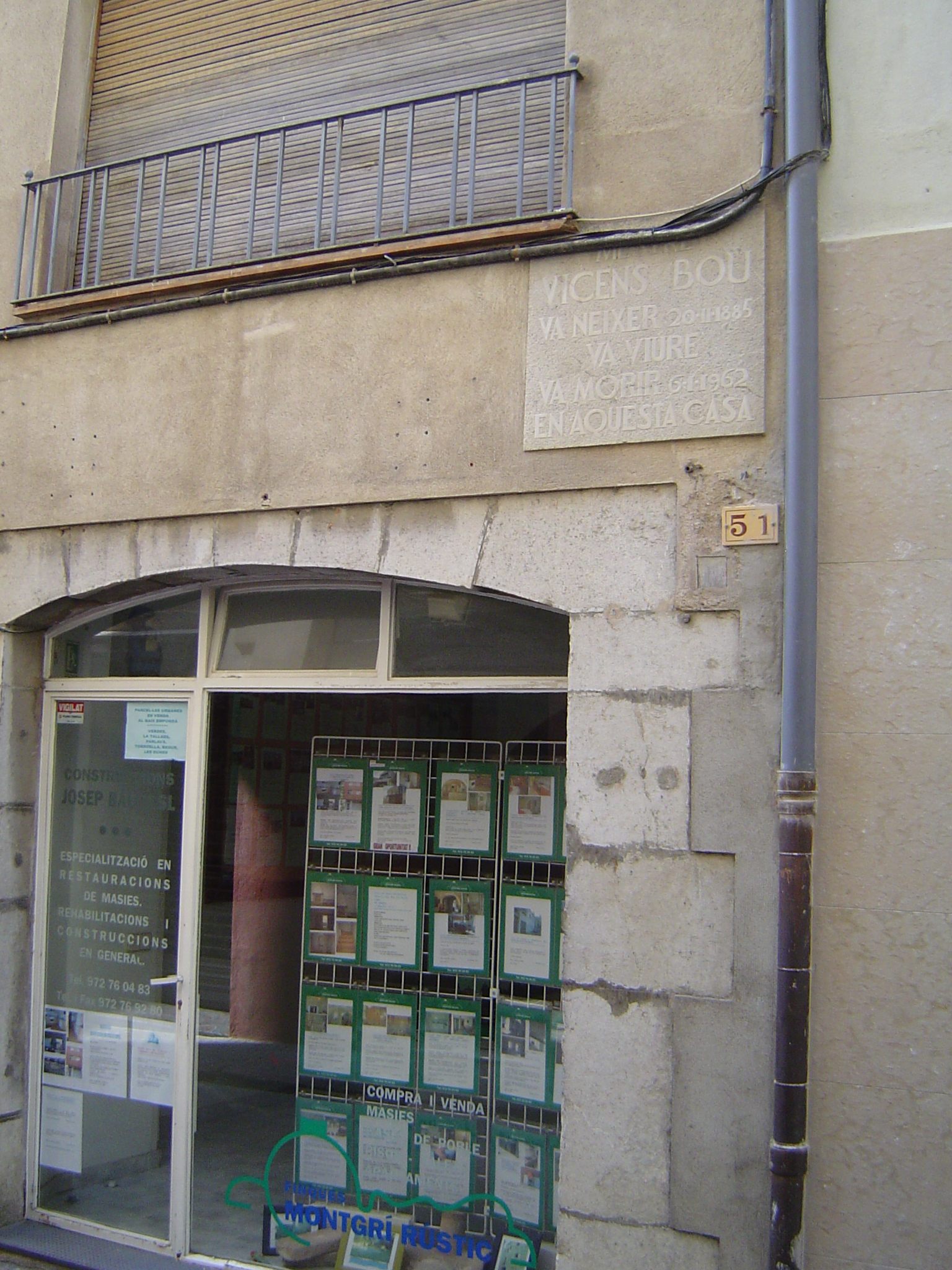
Casa natal de Vicenç Bou a Torroella de Montgrí

Vicenç Bou i Geli (Torroella de Montgrí, el Baix Empordà, 19 de gener del 1885 - 6 de gener del 1962), fou un compositor de sardanes, un dels més coneguts, premiats i homenatjats, i alhora instrumentista de flabiol, trombó i violí. La seva música forma part del repertori imprescindible de les cobles en ballades i aplecs.

## Biografia

### Formació i La Lira
Va rebre les primeres lliçons de música de son pare, Genís Bou, que tocava el fiscorn a cobla La Lira, de Torroella de Montgrí. En aquesta cobla, més a més de son pare, hi tocaven tres oncles seus per part de mare i Vicenç hi va ingressar sent un jovencell. Després va ser alumne del flabiolaire Pere Rigau, que el feu entrar en la seva cobla, La Lira, de trombonista. La Lira era una de les cobles més antigues de Catalunya, en la qual figurava també Josep Pardas, fill del famós i llegendari dansaire empordanès Miquel Pardas, amic i col·laborador de Pep Ventura.
Josep Reixac, professor de l'orquestra del Liceu, el va iniciar en el violí. Josep Maria Soler, professor i compositor de la Bisbal, i Josep Pi, compositor de Pals, completaren la seva formació musical. L'any 1906 es casà amb Teresa Rubau, amb qui tingué cinc fills.

### Director dels Montgrins
El 1902 ingressà com a trombonista a la que seria la seva cobla durant 25 anys, els Montgrins. Arran de la mort de Pere Rigau, l'any 1909, passà a ser-ne el flabiolaire i director de la cobla, càrrec que exercí fins al 1928. Com era costum en aquella època, per tal que les cobles es poguessin diferenciar, va començar a compondre les sardanes que tocaria la cobla que ell dirigia. Les més populars de les primeres foren Esperança i Cants de maig, que captiven ràpidament el públic d'aleshores amb les seves melodies enganxoses, i van confirmar en el músic la vocació de compositor. Seguiren L'anell de prometatge, El saltiró de la cardina, etc., totes amb una melodia agradable i ingènua. L'impacte d'aquestes primeres sardanes a Barcelona fou molt gran i l'any 1916, al desè Aplec de sardanes, els amics d'en Bou ja li varen retre el primer homenatge a la capital catalana. Més endavant va escriure Angelina, Girona aimada, Continuïtat, Llevantina, etc., totes de retenció fàcil i de gran colorit.
El 1915, el poeta Josep Maria Francès va posar lletra a la seva sardana El saltiró de la cardina, fet que va marcar un abans i un després. A Barcelona les seves sardanes sonaven per la ràdio, se n'editaven discos. Fèlix Graells va posar lletra a més sardanes seves. Vicenç Bou esdevingué un autor admirat i les cupletistes Mercè Serós i Pilar Alonso es van fer seves aquestes sardanes que esdevingueren veritables èxits. Això li donà molta fama i el públic barceloní reclamava la presència del compositor. El 1929, un cop abandonada la faceta de director i intèrpret, continuà escrivint sardanes però foren menys i no tingueren la popularitat de les primeres.

### Bohemi al Paral·lel

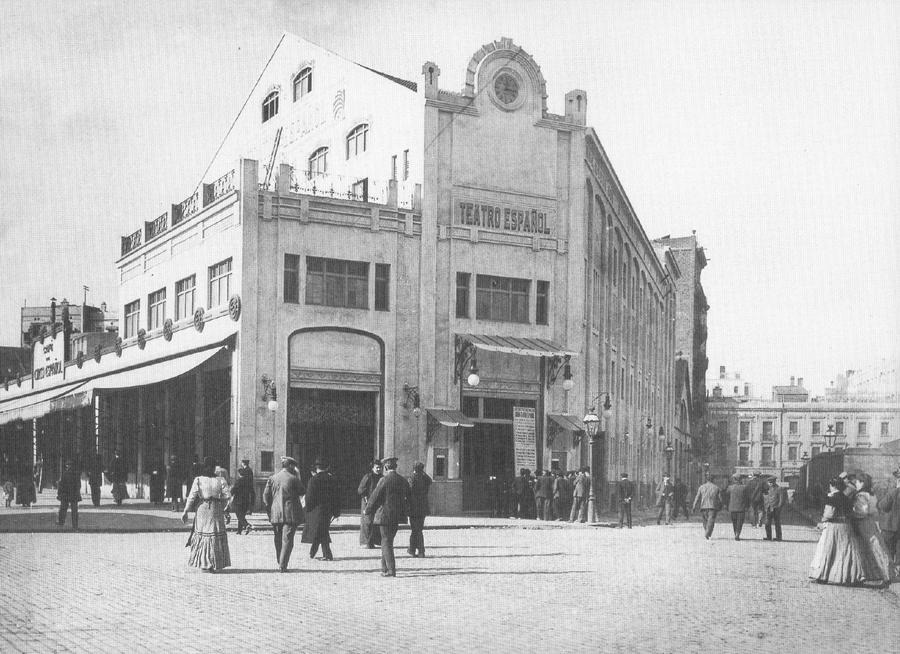
El Teatre espanyol a l'avinguda del Paral·lel a principis del segle XX

Seduït per l'èxit, Vicenç Bou s'engrescà a traslladar la residència a Barcelona. S'hi sentia bé, formant part de la vida bohèmia i cosmopolita del Paral·lel d'abans de la guerra. Foren els anys daurats, presumit i ben plantat, amb un bigoti que sempre volia tenir perfecte, allà es va forjar la llegenda del bohemi incombustible, del seductor de cupletistes. Raquel Meller li encomanava cançons que la gent cantaria durant molt temps. Cantants que triomfaven com Emili Vendrell o Conxita Panadès, cupletistes com Mercè Serós, Pilar Alonso, Pepeta Iris i Goyita, van incloure temes cantats de Bou en els seus repertoris i en posaren de moda les melodies, que també sonaven a París i a l'Argentina. Bou va haver de registrar els drets d'autor als Estats Units.

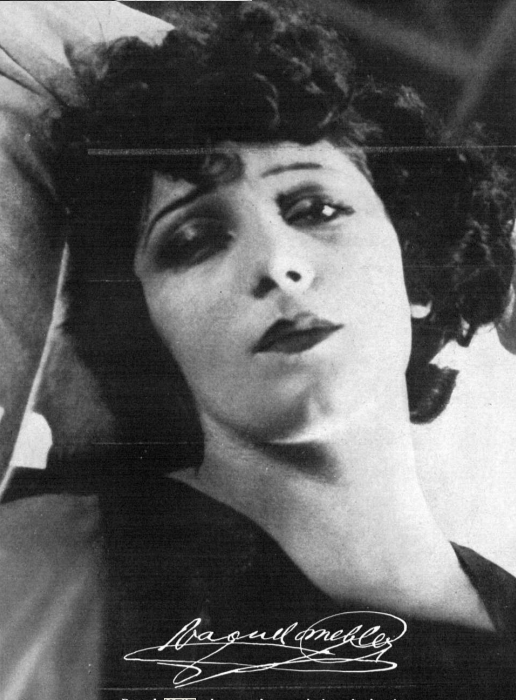
Raquel Meller li encarregà cançons que la gent cantà durant molt temps

### Postguerra a Torroella
Amb l'inici de la Guerra Civil s'estroncà el seu somni de vida bohèmia al Paral·lel barceloní i Bou va retornar a Torroella, a la mateixa casa on havia nascut. Tres dels seus cinc fills van anar al front, i el gran, en Pere, ja no en va tornar. Van ser moments difícils on passà moltes afliccions, fins i tot gana, i Bou es va enfonsar. Al cap d'un temps el seu fill va obrir una barberia, fet que va comportar l'entrada de diners a la família.
Però ben aviat Vicenç Bou va començar a rebre homenatges per tot Catalunya i, a finals dels anys quaranta, La cardina encara salta anunciava un retorn a la composició que seria molt celebrat. Ràpidament va escriure més sardanes que es convertiran en clàssics, com Pescadors bons catalans, i Record de Calella. Son fill Rogeli el 1952 va posar lletra a una de les peces més celebrades de son pare, Torroella, vila vella, que encara avui es canta a les escoles de la vila. També va ser decisiu l'escalf dels músics torroellencs.
El saltiró de la cardina apareix en la banda sonora del film Spanish Affair (1957), dirigida per Lluís Marquina i Don Siegel, amb Carmen Sevilla de protagonista. Els seus èxits com a compositor han deixat empremta en les nombroses poblacions que han dedicat carrers, places i centres cívics a la seva memòria.
Vicenç Bou, el creador de melodies inoblidables, va morir a Torroella de Montgrí el dia de Reis de 1962.

## Obra sardanística
Va escriure més de 175 sardanes, a les quals s'han d'afegir altres composicions no sardanístiques, amb les quals la seva obra supera amb escreix les 200 composicions. Cap altre compositor van ser tan venerat i alhora tan discutit. Les seves sardanes, amb unes melodies rudimentàries i alhora irresistibles, tingueren molt d'èxit, sobretot entre les classes populars. En les seves sardanes no destaquen per la tècnica musical, però hi és notable la frescor i la inspiració, sense cap mena d'estridència; i hom pot dir que configuren un exemple de la sardana del poble.
El seu plantejament elemental no era ben vist en alguns cercles musicals i esclatà el que es va anomenar el cas Bou, un antagonisme entre els partidaris del músic torroellenc i els que ho eren de la música de concert, sobretot d'Enric Morera.
- Esperança
- Cants de maig
- L'anell de prometatge
- Voliaines
- Angelina
- Continuïtat
- Girona aimada
- Festamajonera
- Mimosa
- Mar de xaloc
- Revetlla
- Esclats de joventut
- Tossa
- Flor de mar
- L'espigolera
- De Sant Feliu a S'Agaró
- Els meus de Barcelona
- La somrienta
- Montserrat
- Regalims del cor
- Èxtasi
- Mariagna
- Sospirs d'amor
- Otília
- Flor de llevant
- La mare cantora
- Mirambell
- Tonades de pastor
- El saltiró de la cardina
- Llevantina
- La cardina encara salta
- Pescadors bons catalans
- Torroella vila vella
- Record de Calella

## Fons musical
La familia del compositor va donar l'any 1984 part del seu fons personal al Arxiu Històric de Torroella de Montgrí. Aquest fons consisteix amb més de 250 obres manuscrites, 150 llibres i 200 documents epistolars. Actualment, s'ubica al fons especial del Centre de Documentació del Montgrí, les Illes Medes i al Baix Ter, ubicat al Museu de la Mediterrània.